# Österreichisch-Tschechischer Ausgleich
Als Österreichisch-Tschechischer Ausgleich, auch deutsch-tschechischer Ausgleich oder deutsch-böhmischer Ausgleich, wird der innerhalb der österreichischen Reichshälfte Österreich-Ungarns angestrebte, aber nie erreichte politische Ausgleich zwischen der Bevölkerungsmehrheit der Tschechen und der deutschsprachigen Minderheit in den Ländern der böhmischen Krone bezeichnet.

## Forderungen der Alttschechen
Die politische Partei der Alttschechen entstand nach dem Slawenkongress von 1848 aus den tschechischen Slawophilen. Ihr wichtigster Vertreter war zunächst František Palacký, der die Einheit aller Slawen auf österreichischem und ungarischem Boden sowie die Umwandlung des Kaiserreiches in eine slawisch-dominierte und mit Russland verbündete Föderation anstrebte. Palackýs Schwiegersohn František Ladislav Rieger präsentierte dem böhmischen Landtag am 22. August 1868 die Böhmische Deklaration. Die Alttschechen beschränkten sich vorerst darauf, auf eine kulturelle Wiedergeburt der Tschechen hinzuarbeiten (Nationaltheater) und einen Ausgleich zu fordern, wie ihn die Ungarn eben erreicht hatten.

## Vorbild Ungarn
Im österreichisch-ungarischen Ausgleich von 1867 („Dualismus“) sahen tschechische Politiker ein Vorbild für den zwischen den böhmischen und den österreichischen Kronländern Cisleithaniens anzustrebenden Status: Man wollte, wie die Magyaren in Budapest, eine innenpolitisch autonome Regierung und ein Landesparlament in Prag erreichen, die von der k.k. Regierung in Wien und vom k.k. Reichsrat weitestgehend unabhängig agieren sollten.
Die erste nach dem Ausgleich von 1867 eingesetzte k.k. Regierung in Wien, das so genannte Bürgerministerium, zerstritt sich bald über die Frage, wie weit man den Tschechen im Sinne des Föderalismus entgegenkommen sollte. Die neue königlich ungarische Regierung in Budapest wandte sich  gegen jeden Ausgleich mit den Tschechen, weil sie die Vorbildwirkung auf das mehrheitlich slowakische Oberungarn und auf das zu den Ländern der ungarischen Krone zählende Königreich Kroatien fürchtete.

## Fundamentalartikel und Reichsratswahlen
1871 beschloss der böhmische Landtag die Schaffung einer autonomen Verfassung („Fundamentalartikel“) und verhandelte mit Wien über den Ausgleich, der jedoch von der Deutsch-Liberalen Verfassungspartei verhindert wurde. (Die Deutschen in Böhmen und Mähren blieben bis 1918 lieber Teil der relativen deutschen Mehrheit in den im Reichsrat vertretenen Königreichen und Ländern als Minderheit im eigenen Kronland.)
Die Landtage der böhmischen Länder weigerten sich, Abgeordnete in den Reichsrat zu entsenden. Diese mussten daher, auf Anordnung der k. k. Regierung in Wien, früher als in anderen Kronländern von den männlichen Wahlberechtigten direkt gewählt werden. Kaiser Franz Joseph I. vermied es, in diesem Konflikt konsequent Partei zu ergreifen. Er lehnte z. B. 1870 den Antrag seiner k. k. Regierung, unkooperative Landtage aufzulösen, ab und provozierte damit den Rücktritt des Ministerpräsidenten Eduard Taaffe und zweier Minister.

## Erste Erfolge der Tschechen
Zehn Jahre später, wieder mit  Taaffe als Ministerpräsident, wurde 1880 Tschechisch neben Deutsch wieder Amtssprache in Böhmen. Jedoch wurden nur Gemeinden mit bedeutendem tschechischen Bevölkerungsanteil zweisprachig verwaltet. 1882 wurde von der damals weitgehend deutschen Karl-Ferdinands-Universität in Prag eine tschechische Universität („k.k. böhmische Karl-Ferdinands-Universität“) abgespalten. Ebenfalls 1882 wurde das Wahlrecht zum Reichsrat von diesem etwas demokratischer gestaltet, ein Vorteil für die im Durchschnitt etwas ärmeren männlichen Tschechen. Seit 1883 hatten sie die Mehrheit im böhmischen Landtag. Da es aber immer noch ein Zensuswahlrecht war, hatte die Stadt Budweis zwar seit den 1880er Jahren eine tschechische Bevölkerungsmehrheit, aber bis 1918 einen mehrheitlich deutschen Stadtrat.
Die Alttschechen unternahmen vor 1890 einen weiteren Versuch einer tschechisch-österreichischen Einigung. Mit dem Wahlsieg der panslawistischen Jungtschechen über die Alttschechen 1890 eskalierte jedoch der Sprachen- und Machtkampf zwischen Tschechen und Deutschen in Böhmen und im Wiener Reichsrat weiter.

## Verschärfung des Konflikts
1897 erließ der österreichische Ministerpräsident Graf Badeni eine Nationalitätenverordnung für Böhmen und Mähren, nach welcher dort alle politischen Gemeinden zweisprachig zu verwalten waren (Badenische Sprachenverordnung). Damit avancierte Tschechisch in beiden Kronländern von einer Minderheitensprache zur Nationalsprache. Daraufhin legten deutsche Abgeordnete den österreichischen Reichsrat lahm. Aufgrund der Boykotte im Parlament in Wien und in Böhmen und der als Badeni-Krawalle in die Geschichte eingegangenen aggressiven Demonstrationen in Wien und Prag musste die Regierung schließlich zurücktreten, und 1899 wurde die Nationalitätenverordnung wieder aufgehoben. Da die katholische Kirche zum Teil die Badenischen Sprachenverordnungen unterstützt hatte, riefen die Deutschnationalen unter Georg von Schönerer in Reaktion darauf die Los-von-Rom-Bewegung aus.
Seither blockierten die tschechischen Abgeordneten die Parlamentsarbeit in Wien und die Deutschen jene in Prag. Der Führer der Jungtschechen, Karel Kramář, forderte die Föderalisierung des Reiches zugunsten der tschechischen Mehrheit in Böhmen und Mähren und deren Vereinigung mit der ungarischen Slowakei. Der angestrebte deutsch-tschechische Ausgleich, den die konservativeren Alttschechen unter anderem mit Hilfe des vorbildlichen Mährischen Ausgleichs von 1905 gesucht hatten, scheiterte wohl endgültig mit den Reichsratswahlen im Jahr 1911, was schließlich zur Auflösung des böhmischen Landtages durch das kaiserliche Patent vom 26. Juli 1913 führte. Die Führer der tschechischen Nationalbewegung, darunter Tomáš Masaryk verlangten nun mehr denn je die „Entösterreicherung“ (tschechisch: odrakouštění).

## Vorbereitung der Tschechoslowakei
Im Ersten Weltkrieg gingen jungtschechische Politiker wie Tomáš Garrigue Masaryk ins Exil, um die Konstituierung eines autonomen tschecho-slowakischen Staates zu erreichen. Karls I. Versuch, die österreichische Reichshälfte mit seinem Kaiserlichen Manifest vom 16. Oktober 1918 zu retten und sie in einen Bundesstaat mit weitgehender Autonomie für die einzelnen Nationen umzuwandeln, kam zu spät. Seine Einladung an die Nationalitäten Cisleithaniens, Nationalräte zu bilden, wurde angenommen; diese neuen Volksvertretungen gründeten aber voneinander und von Altösterreich unabhängige Staaten. Am 28. Oktober 1918 wurde in Prag, von Exilpolitikern längst vorbereitet, die Tschechoslowakische Republik gegründet, am 30. Oktober in Wien der Staat Deutschösterreich, der auf die überwiegend deutschsprachig besiedelten Gebiete der bisherigen Kronländer Böhmen, Mähren und Österreichisch-Schlesien Anspruch erhob.